# PRS 기타스
PRS 기타스는 미국의 기타 제조업체이다.